# خاطرات اسب سیاه
خاطرات اسب سیاه فیلمی سینمایی محصول مشترک ایران و ترکیه، ساختهٔ شهرام علیدی فیلمساز کُرد ایرانی ست. در این فیلم به کمک اسطوره‌های بومی و  ایده‌های تخیلی، نگاهی نو به رابطه اسب و انسان ارائه می شود. بعد از زمزمه با باد، این دومین ساخته بلند این هنرمند سنندجی است که اکران عمومی آن در آذرماه ۱۳۹۵ در قالب مجموعه هنر و تجربه با حضور کارگردان در زادگاهش آغاز شد.

## دربارهٔ فیلم
«گروهی از جوانان می‌کوشند زبان کُردی را در کردستان ترکیه آموزش دهند. بخشی از کار این گروه چاپ و توزیع مخفیانه کتاب‌های آموزش زبان کردی برای مدارس زیرزمینی است. آسکه یکی از دختران گروه در حین مأموریت کشته می‌شود. دوستان او تصمیم می‌گیرند وصیت‌های او را به جا بیاورند. آسکه که با یک اسب سیاه بزرگ شده و دلبستگی زیادی به او داشته‌است حالا در جایی دورافتاده، میان کوه‌های آناتولی برای همیشه خوابیده است. دوستان آسکه در تلاش هستند تا محل دفن او را مخفی نگه دارند اما ورود اسب، به حوادث دور از انتظاری می‌انجامد.»

## نقد
نویسنده با استناد به ادبیات شفاهی و اعتقادات مردم کرد (تصویر پادشاه مارها، اشاره به روایت درویش عبدو و…) عنصری بینامتنی و نشانه‌شناسانه را وارد روایت می‌کند.

## جوایز و افتخارات
- 20th Busan International Film Festival/ South Korea/ October 01 - 10/ 2015/ "Competitive section "New Currents"[۲]

- 2nd Brisbane Asia Pacific Film Festival/ Australia/ November 19 - 29, 2015/ "Non Competitive Festival"[۳]

- 9th Asia Pacific Screen Awards/ Brisbane/ Australia/ November 26/ 2015."Competition"[۴]

- 15th !f Istanbul International Independent Film Festival/ Turkey/ February 18-28/ 2016/ "!f Inspired Competition" section[۵]

- 4th Duhok International Film Festival/ Kurdistan Region/ Iraq/ September 9-16/ 2016/ 'Kurdish Features Competition'[۶]

- Slemani International Film Festival/ Kurdistan Region, Iraq/ October 1- 4/ 2016 "Competition"[۷]

- Winner of: *Special Jury Prize*

- 9th Kurdish Filmdays "Sercavan" Vienna, Austria. November 24 - 27, 2016.[۸]